# Lycalopex
Lycalopex je rod psovitých šelem. Alternativní jméno pseudalopex lze do češtiny přeložit jako „falešná liška“ (z řečtiny: pseud = falešný a alopex = liška). Všechny druhy tohoto rodu se vyskytují v Jižní Americe, kde jsou hojně loveny, protože údajně napadají jehňata v chovech ovcí. Ve skutečnosti je loví jen vzácně, navíc jen v případě, že je jehně nemocné.

## Seznam druhů
- pes horský (Lycalopex culpaeus)
- pes Darwinův (Lycalopex fulvipes)
- pes argentinský (Lycalopex griseus)
- pes pampový (Lycalopex gymnocercus)
- pes pouštní (Lycalopex sechurae)
- pes šedý (Lycalopex vetulus)